# Кримінальний кодекс Фінляндії

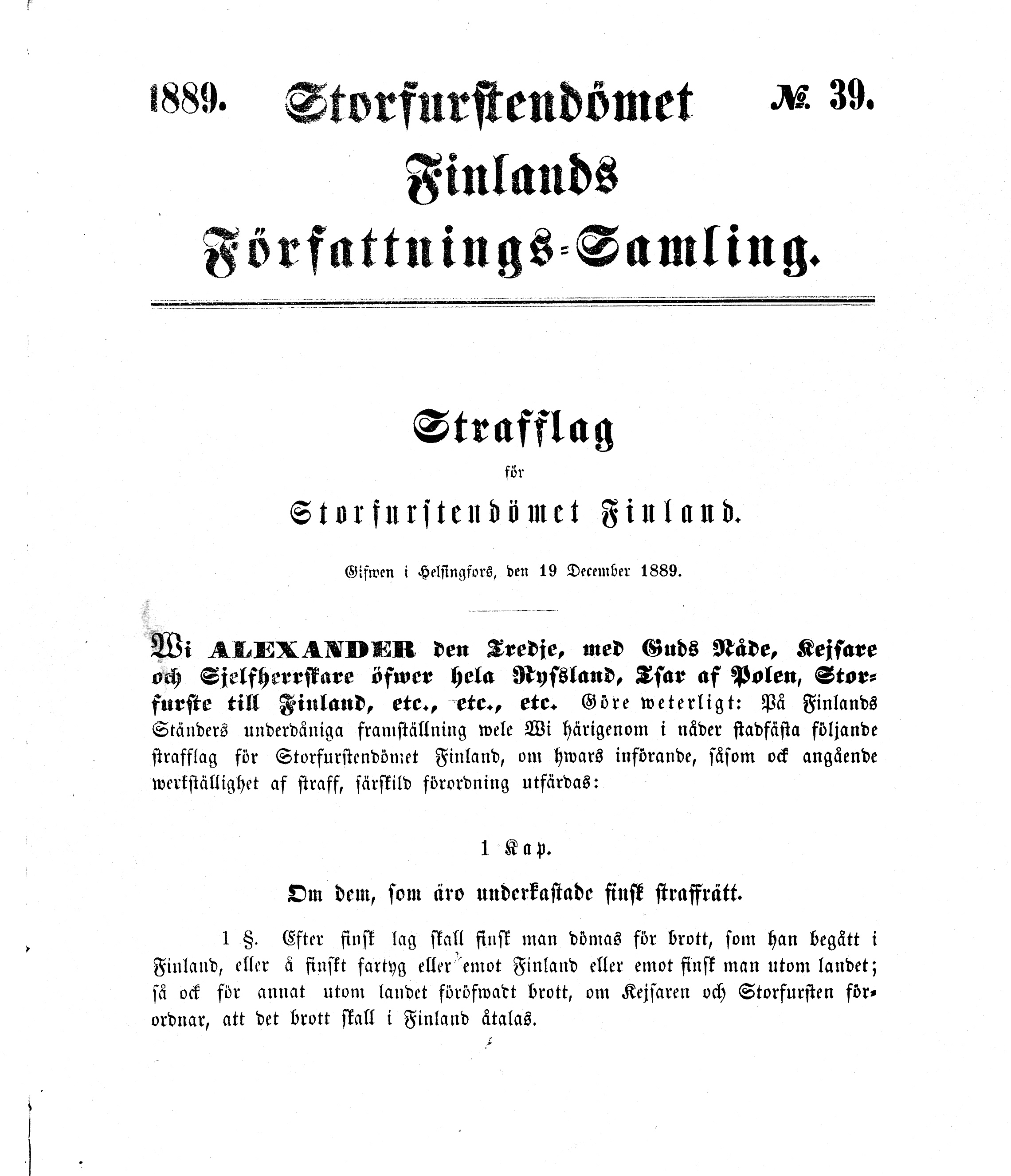
Титульний аркуш (швед.) першого офіційного видання КК Фінляндії.

Кримінальний кодекс Фінляндії 39/1889 (фін. Rikoslaki, швед. Strafflag) – систематизований збірник кримінальних законів Фінляндії. Прийнятий 19 грудня 1889 р., чинний з 2 (14) квітня 1894 р.
КК Фінляндії відомий інститут кримінальної відповідальності юридичних осіб (з 1995 року).